# U.S. 셀룰러
U.S. 셀룰러(U.S. Cellular)라는 이름으로 사업을 하고 있는 유나이티드 스테이트 셀룰라 코퍼레이션(United States Cellular Corporation)은 버라이즌 와이어리스, AT&T 모빌리티, 스프린트 넥스텔, T 모바일 USA 그리고 메트로 PCS에 이어 미국에서 6번째로 큰 무선통신망을 소유하여 운영하고 있다. 2011년, U.S. 셀룰러는 미국 내의 26개 주의 126개 마켓에서 610만 명의 가입자를 유치하고 있다. 본부는 일리노이주 시카고에 있다.

## 참고 문헌
1. ↑  “U.S. Cellular | Investor Relations | U.S. Cellular Investor Relations”. Phx.corporate-ir.net. 2015년 9월 12일에 원본 문서에서 보존된 문서. 2011년 10월 10일에 확인함.
2. ↑  2009년 2월 26일 — 12:08pm ET (2009년 2월 26일). “U.S. Cellular posts $329M loss despite revenue jump”. FierceWireless. 2011년 9월 30일에 원본 문서에서 보존된 문서. 2011년 10월 10일에 확인함. 다음 글자 무시됨: ‘By Phil Goldstein’ (도움말)